# Get Back in Line
Get Back in Line è un singolo del gruppo musicale inglese Motörhead, pubblicato in via digitale il 5 dicembre 2010.
Il brano ha anticipato il ventesimo album del gruppo The Wörld is Yours, e ne è stato tratto anche un videoclip..

## Tracce
1. Get Back in Line – 3:35

## Formazione
- Lemmy Kilmister: voce, basso
- Phil Campbell: chitarra
- Mikkey Dee: batteria